# Jean-Christophe Rolland
Jean-Christophe André Jérôme Rolland (Condrieu, 3 de julio de 1968) es un deportista francés que compitió en remo.
Participó en tres Juegos Olímpicos de Verano, obteniendo dos medallas, bronce en Atlanta 1996 y oro en Sídney 2000, en la prueba de dos sin timonel, y el cuarto lugar en Barcelona 1992, en la misma prueba.
Ganó cinco medallas en el Campeonato Mundial de Remo entre los años 1993 y 1999.
Se retiró de la competición después de los Juegos de Sídney 2000. Estudió Ingeniería energética en la CPE Lyon. En 2014 fue elegido presidente de la Federación Internacional de Sociedades de Remo (FISA) y en 2017 fue nombrado miembro del Comité Olímpico Internacional.

## Palmarés internacional
| Juegos Olímpicos   | Juegos Olímpicos              | Juegos Olímpicos  | Juegos Olímpicos   |
| Año                | Lugar                         | Medalla           | Prueba             |
| ------------------ | ----------------------------- | ----------------- | ------------------ |
| 1996               | Atlanta (Estados Unidos)      | Medalla de bronce | Dos sin timonel    |
| 2000               | Sídney (Australia)            | Medalla de oro    | Dos sin timonel    |
| Campeonato Mundial |                               |                   |                    |
| Año                | Lugar                         | Medalla           | Prueba             |
| 1993               | Račice (República Checa)      | Medalla de oro    | Cuatro sin timonel |
| 1994               | Indianápolis (Estados Unidos) | Medalla de plata  | Cuatro sin timonel |
| 1995               | Tampere (Finlandia)           | Medalla de bronce | Dos sin timonel    |
| 1997               | Aiguebelette (Francia)        | Medalla de oro    | Dos sin timonel    |
| 1999               | St. Catharines (Canadá)       | Medalla de plata  | Dos sin timonel    |